# Fangoria (revista)
Fangoria es una revista estadounidense para fanáticos del cine de terror distribuida internacionalmente, que se publica desde 1979. Es publicada cuatro veces al año por Fangoria Publishing, LLC y es editada por Phil Nobile Jr.
La revista se lanzó originalmente en una época en la que los fanáticos del terror todavía eran una subcultura floreciente; a finales de la década de 1970, donde la mayoría de las publicaciones de terror se ocupaban del cine clásico, mientras que las que se centraban en el terror contemporáneo, eran en gran parte fanzines. Fangoria saltó a la fama al realizar entrevistas exclusivas con cineastas de terror y al ofrecer fotos e historias detrás de escena que, de otra manera, no estaban disponibles para los fanáticos en la era anterior a Internet. La revista eventualmente se convertiría en una fuerza en el mundo del terror, presentando su propia entrega de premios, patrocinando y presentando numerosas convenciones de terror, produciendo películas e imprimiendo su propia línea de cómics.
Fangoria comenzó a luchar en la década de 2010 debido a varios problemas que surgen del creciente internet que también afectó a otras publicaciones, incluida la dificultad para generar suficientes ingresos publicitarios para cubrir los costos de impresión. La publicación se volvió esporádica a partir del otoño de 2015, y la revista pasó por una sucesión de editores entre 2015 y 2016, culminando con el anuncio de febrero de 2017 de la partida de Ken Hanley en diciembre de 2016, después de lo cual la revista dejó de publicarse. La revista permaneció inactiva durante todo 2017.
En febrero de 2018, se anunció que Fangoria había sido comprada por la compañía de entretenimiento Cinestate, con sede en Dallas, quien, bajo el nuevo editor en jefe Phil Nobile Jr., relanzó la revista como una publicación trimestral impresa. En octubre de 2018, Cinestate lanzó la primera nueva revista Fangoria bajo su propiedad, estilizada como "Volúmen 2, Número 1".
En agosto de 2020, Tara Ansley y Abhi Goel adquirieron Fangoria de Cinestate bajo Fangoria Publishing, LLC, y desde el número 9 son los editores de la revista y propietarios de la marca.

## Orígenes
Fangoria fue concebida por primera vez en 1978 por Kerry O'Quinn y Norman Jacobs con el nombre de Fantastica como compañera de su revista de ciencia ficción Starlog. Así como Starlog cubría películas de ciencia ficción para una audiencia principalmente adolescente, Fantastica estaba destinada a cubrir películas de fantasía para una audiencia similar. O'Quinn, un magnate de la publicación de revistas que había tenido anteriormente gran éxito publicando fanzines de soap-opera, anticipó una oleada de interés por el género fantástico, debido a los planes en ese momento para traer a Conan el Bárbaro de Robert E. Howard a la pantalla; adaptación que no aparecería hasta después de cuatro años.
El primer número se armó bajo la dirección editorial de "Joe Bonham", un seudónimo tomado del héroe tetrapléjico de la novela pacifista de Dalton Trumbo, Johnny Got His Gun. La portada estuvo a cargo del colaborador y guionista de Rolling Stone Ed Naha y el escritor Ric Meyers, conocido por su enciclopédica Great Martial Arts Movies: From Bruce Lee to Jackie Chan. Poco después de que la prensa especializada anunciara el próximo lanzamiento de Fantastica, los editores de un competidor de Starlog, la revista Fantastic Films, entablaron una demanda por "comercio desleal", alegando que su público joven estaría confundido por el título similar de la revista.
El lanzamiento de la revista se retrasó varios meses mientras el tribunal deliberaba sobre el tema. Cuando, a principios de 1979, se tomó la decisión a favor del demandante, los editores de Fantastica se encontraban sin un nombre utilizable y una necesidad imperiosa de llevar el asunto tan retrasado a las impresoras. Algunas sesiones rápidas de intercambio de ideas dieron como resultado el nombre Fangoria, a pesar de las objeciones de Robert "Bob" Martin, quien fue contratado como editor durante el retraso. El primer número se imprimió el 31 de julio de 1979, con una fecha de portada de agosto.

## Historia

### Primeros años
El primer número de Fangoria se diseñó enteramente en torno al concepto original de "película de fantasía" de la revista, y resultó ser un notable fracaso editorial, al igual que los siguientes cinco números que siguieron, todos continuando con el mismo enfoque conceptual. Cuando se publicó el número cuatro y se estaba preparando el número seis, el editor le confió a Martin que la revista estaba perdiendo aproximadamente 20.000 dólares estadounidenses por número, una cantidad que el pequeño editor no podía sostener por mucho tiempo.
Dos fenómenos le permitieron a Martin remodelar la revista y sacarla de su estado de bajo rendimiento. Primero fue la respuesta inmensamente positiva de la audiencia a uno de los artículos que apareció en el primer número de Fangoria, un artículo que celebraba el arte del artista de efectos especiales de maquillaje Tom Savini, y sus efectos especiales para la película de 1978 Dawn of the Dead. Lo segundo fue la respuesta a la sensación de derrota que rodeaba a la revista. Con su desaparición casi segura, los empleados de alto nivel y los dos propietarios de la editorial se retiraron y permitieron que el joven editor sin experiencia tomara la iniciativa, remodelando el libro de acuerdo con lo que él creía que funcionaría.
La séptima edición, que contenía en su portada un artículo sobre la adaptación de Stanley Kubrick de la novela El resplandor de Stephen King, fue el primer número de cualquier revista de Estados Unidos en hablar en su totalidad de películas de terror producidas en la última parte del siglo XX, sin ningún tipo de delicadeza sobre el tema. También fue el primer número de Fangoria en obtener ganancias.
Los números posteriores agudizarían el enfoque, pero en el número 12, la fórmula estaba bien establecida y permaneció prácticamente sin cambios hasta la fecha. Martin continuó como editor hasta 1986, con el coeditor David Everitt agregado a principios de la década de 1980, para después de dejar Fangoria, trabajar con el director de cine Frank Henenlotter en los guiones de Frankenhooker y Basket Case 3: The Progeny. Everitt dejó la revista poco después de la partida de Martin, y fue reemplazado por el editor de Starlog, David McDonnell, quien manejó ambas revistas durante varios meses antes de entregar las riendas al nuevo editor, Tony Timpone.

### Años 80 y 90
A fines de la década de 1980 y principios de la de 1990, Fangoria probó numerosos mercados internacionales de terror, lanzando números de la revista modificados para varios idiomas extranjeros. Estas ediciones extranjeras (lanzadas en Italia, Japón, Checoslovaquia y otros lugares) duraron solo un puñado de ediciones antes de ser descontinuadas. Además, en mayo de 1988, se publicó por primera vez una publicación hermana titulada Gorezone. Una segunda publicación hermana, titulada Toxic Horror, siguió en 1989. Gorezone fue cancelada después de 27 números y un número especial de Toxic Horror sobre la serie televisiva Tales from the Crypt se canceló después de cinco números.
En 1990, Timpone contrató al editor en jefe Michael Gingold, quien ya había presentado su fanzine de temática de terror, Scareaphenalia. Además de sus deberes editoriales en la revista, Gingold publicó la mayoría de las actualizaciones de noticias en el sitio web oficial de la revista. Fue bajo el mandato de Gingold y Timpone que Fangoria alcanzó su mayor nivel de importancia, disfrutando de un amplio reconocimiento e influencia en la comunidad del terror.

### Década de los 2000
Creative Group compró Fangoria (y su publicación compañera Starlog) a principios de la década de 2000, con la esperanza de expandir la identidad de marca de la revista a la radio, la televisión y los cómics. El 5 de diciembre de 2007, un almacén operado por Kable News en Oregon, Illinois, que contenía todos los números anteriores de las revistas Fangoria y Starlog, fue destruido por un incendio. Como los números anteriores de Fangoria no se volvían a imprimir, los únicos números anteriores que quedan ahora se encuentran en colecciones privadas o en las disponibles en el mercado secundario. Después de varias empresas fallidas, Creative Group se acogió al Capítulo 11 el 21 de marzo de 2008. En el verano de 2008, Fangoria y todas sus marcas relacionadas fueron compradas por The Brooklyn Company, Inc., dirigida por el presidente de Fangoria, Thomas DeFeo. Bajo la presidencia de DeFeo, la identidad de marca de la revista se modificó radicalmente a principios de 2009. El cambio más notable fue una revisión drástica del formato de portada de la revista, incluida la transformación del antiguo logotipo de la empresa. A partir del número 281, se rediseñó el logotipo original de Fangoria y se eliminaron la tira de rollo de película, el lema y las fotos incrustadas adicionales. Después de una constante protesta de los fanáticos por los cambios, el logotipo original regresó, comenzando con el número 305. Las fotos de la "tira de película" regresaron brevemente a partir del número 309.
En febrero de 2010, Chris Alexander, un cineasta afincado en Toronto y exescritor de la revista Rue Morgue, sucedió a Tony Timpone como nuevo editor de Fangoria. Bajo su dirección, la revista exploraría más contenido de género esotérico, modificaría el diseño de la portada unas cuantas veces y se contrató a varios nuevos miembros del personal. Alexander también trajo de vuelta el logo original de Fangoria. En 2011, Gorezone revivió con un número especial titulado The Bloody Best of Gorezone antes de reanudar la publicación regular con el número 28 en 2013. En 2012, Fangoria también comenzó a publicar una línea de especiales de edición limitada titulada Fangoria Legends.

### 2015: Cese de impresión
A finales de septiembre de 2015, Alexander dimitió como editor en jefe y dejó el personal de Fangoria. En octubre, Gingold, que entonces se desempeñaba como editor gerente, fue contratado como el nuevo editor en jefe de la publicación. Ocho meses después, Gingold fue despedido después de 28 años con la revista y el exeditor en jefe, Ken Hanley, fue nombrado nuevo editor en jefe. Muchos dentro de la comunidad de terror respondieron sin conmoción por el despido de Gingold y lo tomaron como una señal de que la revista había perdido contacto con su base de fans y había pasado sus días de gloria. Guillermo del Toro acudió a las redes sociales para expresar su decepción por la decisión.
El 11 de febrero de 2017, Hanley anunció que él también ya no estaba involucrado con la revista y que había estado en pausa de la compañía desde mediados de diciembre de 2016. También declaró que sentía que, si la revista permanecía bajo su propiedad actual, probablemente nunca habría otro número nuevo, especialmente como edición impresa.
La última edición impresa de la revista, el número 344, se publicó en octubre de 2015. Después de ese número, se publicaron cuatro números adicionales exclusivamente en formato digital, dejando a los suscriptores de las ediciones impresas, así como a los suscriptores de Gorezone, sin los números que pagaron. Además, colaboradores, como Josh Hadley, han declarado que no se les pagó por los artículos y obras de arte publicados. Fangoria respondió a las declaraciones hechas por Hanley y Hadley, y el 13 de febrero, el presidente y propietario Tom DeFeo agradeció a los lectores y suscriptores por su paciencia y señaló su intención de hacer las paces con los escritores, artistas y suscriptores que habían sufrido inconvenientes. La declaración también señaló que la falta de ingresos publicitarios suficientes había sido la razón de la desaparición de las ediciones impresas, pero que DeFeo y su personal continuarían sus intentos de recuperar las ediciones impresas.

### 2018: Adquisición de Cinestate y regreso de la edición impresa
En febrero de 2018, se anunció que Fangoria había sido comprada por el productor de cine Dallas Sonnier a través de su compañía de entretenimiento Cinestate, con sede en Texas. Sonnier nombró a Phil Nobile Jr., del sitio web Birth.Movies.Death. como su nuevo editor en jefe. La compañía anunció además que volvería a traer la revista como una publicación trimestral, exclusivamente impresa, y ofrecería una suscripción gratuita de un año a cualquiera que nunca haya recibido los números a los que tenía derecho bajo la antigua propiedad.
Además del regreso de Gingold y Timpone como columnistas habituales, Cinestate anunció que el nuevo personal de redacción estaría compuesto por S. Craig Zahler, Grady Hendrix, el curador de Shudder Sam Zimmerman, Meredith Borders de Birth.Movies.Death., el autor y escritor de la ex revista Rue Morgue Preston Fassel, la historiadora de terror Rebekah McKendry y la crítica feminista negra Ashlee Blackwell. Cinestate planeó ramificar la franquicia en la producción de películas, podcasts y novelas.
El 19 de mayo de 2018, la revista anunció su primera novela con licencia, Our Lady of the Inferno de Preston Fassel, bajo su nueva etiqueta Fangoria Presents. El libro fue lanzado el 11 de septiembre de 2018 con críticas generalmente positivas, y finalmente fue nombrada una de las diez mejores novelas de terror de 2018 por Bloody Disgusting. Una semana después, el 18 de septiembre, Fangoria lanzó su segunda novela con licencia, My Pet Serial Killer, de Michael J. Seidlinger.
En octubre de 2018, Cinestate publicó su primer número de la revista, estilizado como "Volumen 2, Número 1", con una historia de portada de la película Halloween de 2018.

### 2020: Controversia de Cinestate y nueva propiedad
En junio de 2020, The Daily Beast publicó una exposición sobre la conducta sexual inapropiada del productor Adam Donaghey en el set de una película de Cinestate.
En agosto de 2020, Fangoria fue adquirida por la directora ejecutiva de Wanderwall Entertainment, Tara Ansley, y el empresario Abhi Goel, y la impresión trimestral continuó bajo su propiedad. Los nuevos propietarios planean lanzar un estudio multimedia y producir y distribuir contenido de ficción y no ficción.

## Otras empresas

### Fangoria's Weekend of Horrors
A partir de 1985, Fangoria se expandió a otros medios de comunicación, incluidos televisión, películas, radio y cómics, además de patrocinar convenciones anuales de películas de terror conocidas como Fangoria's Weekend of Horrors, en Los Ángeles, Nueva Jersey y Chicago (con Austin, Texas, agregada en 2008). Estas convenciones se produjeron en asociación con Creation Entertainment. Después de romper los lazos con dicha empresa en 2009, Fangoria comenzó sus propias convenciones, titulándolas Trinity of Terrors.

### Fangoria Films
En 1990 se crea Fangoria Films con el objetivo de financiar un largometraje al año bajo esta marca. La primera película fue Mindwarp de 1990, protagonizada por Bruce Campbell. Crearon además Children of the Night en 1991 y Severed Ties en 1992, para luego cesar la producción. En 1996, Fangoria Films resurgió como una empresa de distribución, utilizando ocasionalmente su etiqueta Gore Zone, para lanzar 20 películas de terror de bajo presupuesto durante los siguientes diez años. Entre 2004 y 2005, Fangoria Films produjo y distribuyó Fangoria's Blood Drive, dos compilaciones en DVD de cortometrajes de terror premiados. El primer volumen fue presentado por el músico convertido en cineasta Rob Zombie, y el segundo por Mistress Juliya del canal de televisión MuchMusic, ahora conocido como Fuse.
Además, de 1999 a 2003, se asociaron con Bedford Entertainment para lograr lanzamientos más amplios de ciertos títulos de Fangoria. Algunas películas lanzadas durante este tiempo incluyen I, Zombie: A Chronicle of Pain, The Last Horror Movie, Slashers y Dead Meat. Muchas de estas películas presentaban el logotipo de Fangoria en la parte superior de sus portadas de sus DVD, mientras que la participación de Fangoria en otros lanzamientos fue sustancialmente más moderada.

### Fangoria Chainsaw Awards
En 1991, Fangoria comenzó a honrar el cine de terror con sus premios anuales Fangoria Chainsaw Awards, que fueron votados por los lectores de su revista. Los ganadores fueron anunciados en una entrega de premios en Los Ángeles, California, que fue producida por el editor gerente de Fangoria, Michael Gingold. En asociación con Fuse TV, Fangoria televisó por primera vez su entrega de premios en 2006. El evento ocurrió el 15 de octubre y fue transmitido por Fuse el 22 de octubre. El evento no se renovó para 2007, aunque los premios continuaron en la revista.

### Fangoria Entertainment
De 2006 a 2009, Fangoria trabajó con Creative Group después de haber comprado Fangoria a principios de la década de 2000. Como resultado, se creó Fangoria Entertainment. Esto permitió a ambas partes agitar la identidad de la marca a varios otros medios de comunicación en 2006. Creative Group también agregó un nuevo logotipo a las propiedades de Fangoria, la imagen de una calavera de vampiro, que se usó ampliamente después de su inicio. En 2010, todas las marcas Fangoria de Creative Group se suspendieron.

### Fangoria TV
De 2006 a 2007 estuvo Fangoria TV. Originalmente concebida como una cadena de televisión dedicada a las películas de terror, finalmente se modificó para adaptarse a un formato en línea limitado.

### Fangoria Radio
De 2006 a 2009 funcionó Fangoria Radio. Debutando el viernes 23 de junio de 2006, fue un programa de radio con temas de terror que se emitió en el canal 108 de Radio Sirius y el canal 139 de Radio XM los viernes por la noche. Fue presentado por Dee Snider y Debbie Rochon, y contó regularmente con el entonces editor Tony Timpone.

### Fangoria Comics
En junio de 2007 se lanzó Fangoria Comics. Por varias razones, la línea terminó abruptamente un mes después, en agosto. Sólo se publicaron dos series: la serie de dos números titulada Fourth Horsemen y la serie de cuatro números llamada Bump.

### Fangoria's Dreadtime Stories
En 2011, Fangoria se asoció con el productor Carl Amari (The Twilight Zone Radio Dramas) para crear Fangoria's Dreadtime Stories, una serie dramática de radio de terror oscuro estilo "Lights Out", presentada por Malcolm McDowell y con música original del editor en jefe de Fangoria, Chris Alexander. El programa se transmitió desde el sitio web de Fangoria y también se pudo escuchar en Sirius XFM.

### Podcasts
Los actuales propietarios de Fangoria planean una serie de películas, podcasts y proyectos de televisión. En el otoño de 2020, debutaron en su red de postcast los programas Colors of the Dark y The KingCast.

## Sitio web
Hasta 2016, el sitio web de Fangoria presentaba actualizaciones diarias sobre el mundo del terror, lo que permitía que la marca Fangoria siguiera siendo relevante para aquellos que no suelen leer revistas impresas. El sitio web también incluía varios blogs de terror especializados, incluidos artículos que continúan la larga tradición de Fangoria de apoyar a las personas LGBT que trabajan en la industria del terror.
Después de la adquisición de Fangoria por parte de Cinestate, la página de inicio se desconectó brevemente y finalmente fue reemplazada por una página principal de noticias agregadas. Esta versión del sitio se suspendió una vez que Cinestate vendió la marca a Fangoria Publishing, LLC. Fangoria.com finalmente regresó en 2021.